# Емил Манов (сценарист)
Емил Радославов Манов е български писател и сценарист.

## Биография
Роден е на 29 юли 1919 г. в София. През 1937 г. завършва Първа мъжка гимназия в София. През 1941 г. завършва право в Софийския университет. Активен член е на РМС и БОНСС. Сътрудничи на литературни издания. Участва в комунистическото съпротивително движение през Втората световна война. Осъден на доживотен затвор по ЗЗД.
След 9 септември 1944 г. е офицер в армията, полковник.
Подпредседател на Комитета за наука, изкуство и култура (КНИК) (1952 – 1954), заместник главен редактор на издателство „Български писател“ (1955 – 1958), главен редактор на списание „Родна реч“ (1958 – 1966), подпредседател на Съюза на българските писатели (1967 – 1968).
Автор е на романи, повести, новели, разкази, очерци и пиеси. Филмов сценарист.
Умира на 30 август 1982 г. в София.

### Романи
- „Краят на Делиите“ (1954, 1955)
- „Ден се ражда“ (1959)
- „Бягството на Галатея“ (1963)
- „Стръмнини“ (1965)
- „Моето първо лято“ (1967)
- „Галактическа балада“ (1971)
- „Синът на директора“ (1973, 1983)
- „Пътуване в Уибробия“ (1975)
- „Бягството на Галатея. Моето първо лято“ (1975)

### Разкази и повести
- „Млади герои на Отечествената война“ (разкази, 1945)
- „Пленено ято. Затворническа хроника“ (1947, 1948, 1955)
- „Недостоверен случай“ (повест, 1957)
- „Огънчето“ (разкази и повести, 1957)
- „Бадемовото клонче“ (разкази, 1958)
- „Ваня и статуетката“ (разкази и новели 1967)
- „Кучето на разузнавача. Повест за юноши“ (1972, 1977)
- „Галактическа балада“ (разкази, 1977)

### Други произведения
- „Генерал-полковник П. Панчевски“ (биографичен очерк 1951)
- „Подир синята птица“ – Трилогия, обхващаща „Краят на Делиите“, „Ден се ражда“, и „Стръмнини“ (1970)
- „Писма от София“ (1970)
- „Грешката на Авел“ (драма, 1963)
- „Съвест“ (пиеса, 1968)
- „Младоженецът“ (комедия, 1973)
- Пиеси (1982)

публикувани посмъртно
- Критика и публицистика (1983)
- Литературна анкета на Юлия Обретенова с писателя – Съчинения в два тома (т. І, 1988; т. ІІ, 1989).

## Филмография
- Морава звезда кървава (1981)
- Снимки за спомен (1979)
- Тихият беглец (1972)
- В края на лятото (1967)
- Краят на една ваканция (1965)
- Пленено ято (1962)
- Стръмната пътека (1961)